# Hugh Trevor-Roper
Hugh Trevor-Roper (Glanton, 15 gennaio 1914 – Oxford, 26 gennaio 2003) è stato uno storico e pubblicista inglese, specialista di storia dell'età moderna e della Germania nazista.

## Biografia
La sua formazione culturale avvenne presso gli istituti più apprezzati della Gran Bretagna, come la Charterhouse School e il Christ Church College dell'Università di Oxford. I suoi primi interessi furono per la filologia, per passare in seguito agli studi di storia moderna, dove ebbe modo di far apprezzare il suo talento innovatore con la sua prima opera del 1940, una biografia dell'arcivescovo William Laud.

### Agente segreto
Durante la seconda guerra mondiale, come altri intellettuali inglesi, Trevor-Roper fu agente dell'intelligence britannica. In un momento in cui si alternavano le possibilità di pace separata rispettivamente tra URSS e Germania e tra Germania e Regno Unito, egli avallò le iniziative del capo dello spionaggio tedesco Wilhelm Canaris, tendenti a scavalcare il governo nazista per trattare una pace separata con l'Inghilterra.
I suoi sospetti che quelle iniziative fossero state boicottate da una talpa - che nelle stesse fila inglesi informava Mosca - si appuntarono dopo la fine della guerra in un'accusa da lui rivolta al suo amico Kim Philby. Trevor-Roper ebbe la conferma dei suoi sospetti quando nel 1963 si scoprì che Kilby era stato un agente doppiogiochista fin dal 1936 al servizio dell'Unione Sovietica. Nel 1945 lo storico inglese fu incaricato dal suo governo di condurre un'indagine sulla morte di Adolf Hitler, per fugare i sospetti degli alleati sovietici che accusavano le potenze occidentali di tener nascosto il dittatore ancora in vita.
I risultati della sua ricerca costituirono poi il materiale descritto nel suo libro su Gli ultimi giorni di Hitler (1947): tema che approfondì ulteriormente nelle opere posteriori, come Hitler's Table Talk (1953) e The Goebbels Diaries (1978). Nel 1950 fondò l'associazione del "Congresso per la libertà culturale" e la rivista Encounter, che fu pubblicata sino al 1960, a cui collaborarono intellettuali anticomunisti come Sidney Hook, Melvin J. Lasky, Ignazio Silone, Arthur Koestler, Raymond Aron e Franz Borkenau.

### La carriera accademica e le polemiche
Nel 1957 fu nominato Regius Professor di storia moderna a Oxford, una delle massime cariche accademiche, che occupò sino al 1980, partecipando attivamente anche alla vita politica del suo paese, conducendo nel 1959 una campagna di stampa contro la candidatura di Sir Oliver Franks a favore del Primo ministro Harold Macmillan. Dal 1981 fu rettore della Peterhouse dell'Università di Cambridge, grazie al sostegno ricevuto dagli storici della stessa università.
Accese polemiche con gli storici come Lawrence Stone, Christopher Hill e R.H. Tawney hanno contrassegnato la sua visione dell'Inghilterra nella storia moderna, in specie il periodo della guerra civile inglese del XVII secolo. In particolare fu acceso il dibattito su quella che fu chiamata "controversia della gentry" (storm over the gentry), la classe sociale considerata in declino (come sosteneva Trevor-Roper) o in ascesa nel periodo precedente la rivoluzione inglese.
Anche sulla figura di Hitler, Trevor-Hoper si trovò in contrasto con quegli storici che vedevano nel dittatore un avventuriero opportunista: per Trevor-Roper, Hitler andava considerato come il portatore di una precisa ideologia che mirava non al dominio del mondo, ma a mantenere la sua posizione di leadership continentale in Europa in funzione anticomunista. Anche a proposito della crisi del XVII secolo, Trevor-Roper, che sosteneva come la causa maggiore andasse rintracciata nel contrasto tra Corte e Campagna (Court and Country), tra gli emergenti stati nazionali e l'aristocrazia rurale con redditi basati sull'agricoltura, si trovò in contrasto con gli storici marxisti, come Eric Hobsbawm, che attribuivano alla crisi cause economiche e sociali.

### Falsi storici
Grande successo editoriale ebbe nel 1976 la sua biografia di Sir Edmund Backhouse, presunto ed apprezzato sinologo, considerato un'autorità a livello mondiale, che Trevor-Roper scoprì invece trattarsi di un abile falsificatore. Ma lo stesso storico inglese fu vittima di una falsificazione quando, dopo essere stato insignito da Margaret Thatcher, per i suoi meriti intellettuali, del titolo di Lord Dacre nel 1979, valendosi della sua autorità di storico autenticò nel 1983, assieme ad altri storici, i presunti diari di Hitler, rivelatisi, in seguito, come falsi. Nonostante questo incidente di percorso, Trevor-Roper continuò a scrivere e pubblicare opere come Catholics, Anglicans, and Puritans (1987), che ebbero una buona accoglienza dalla critica storica.

## Opere
- Archbishop Laud, 1573-1645, 1940.
- The Last Days of Hitler, 1947; le successive edizioni uscirono poi rivedute, fino a quella definitiva, pubblicata nel 1995.
  -  Gli ultimi giorni di Hitler, traduzione di Celestino Terzi, Premessa di Lord Arthur Tedder, Collana Varia, Milano, Mondadori, 1947. - Collana Presadiretta n.12, Mondadori, 1965; Collana Saggi stranieri, Milano, Rizzoli, 1995, ISBN 978-88-178-4391-1; Collana Supersaggi, BUR, 1999, ISBN 978-88-172-5837-1.
- "The Elizabethan Aristocracy: An Anatomy Anatomized", Economic History Review (1951) 3 No 3 pp. 279–298.
- Historical Essays, 1957.
- The General Crisis of the Seventeenth Century pagg. 31-64 in Past and Present, Volume 16, 1959.
- Hitlers Kriegsziele pagg. 121-133 in Vierteljahreshefte für Zeitsgeschichte, Volume 8, 1960.
- A. J. P. Taylor, Hitler and the War, in Encounter, Volume 17, luglio 1961, pagg. 86-96.
- "E. H. Carr's Success Story", in Encounter, Volume 84, n. 104, 1962, pp. 69–77.
- Blitzkrieg to Defeat: Hitler's War Directives, 1939-1945, 1964.
- The Rise of Christian Europe, 1965.
  -  L'ascesa dell'Europa Cristiana, traduzione di A. Pandolfi, Collana Orizzonti della storia, Milano, Rusconi, 1994, ISBN 978-88-188-8020-5.
- Hitler's Place In History, 1965.
- Religion, the Reformation, and Social Change, and Other Essays, 1967.
  -  Protestantesimo e trasformazione sociale, traduzione di L. Trevisani, Bari, Laterza, 1969.
- The Age of Expansion, Europe and the World, 1559-1600, ed. 1968.
- The Philby Affair: Espionage, Treason, And Secret Services, 1968.
- The Romantic Movement And The Study Of History: the John Coffin memorial lecture delivered before the University of London on 17 February 1969, 1969.
- The European Witch-Craze of the Sixteenth and Seventeenth Centuries, 1969.
- The Plunder Of The Arts In The Seventeenth Century, 1970.
- The Letters of Mercurius, 1970. (London: John Murray)
- Queen Elizabeth's First Historian: William Camden and the Beginning of English "Civil History", 1971.
- A Hidden Life: The Enigma of Sir Edmund Backhouse, 1976.
  -  L'eremita di Pechino. La vita nascosta di Ser Edmund Backhouse, traduzione di Gabriella Luzzani, Collana La collana dei casi n.9, Milano, Adelphi, 1981, ISBN 978-88-459-0472-1.
- Princes and Artists: Patronage and Ideology at Four Habsburg Courts, 1517-1633, 1976.
  -  Principi e artisti. Mecenatismo e ideologia alla corte degli Asburgo (1517-1633), traduzione di M.L. Bossi, Collana Saggi n.619, Torino, Einaudi, 1980, 1997, ISBN 978-88-061-7673-0.
- History and Imagination: A Valedictory Lecture Delivered before the University of Oxford on 20 May 1980, 1980.
- Renaissance Essays, 1985.
  -  Il Rinascimento, traduzione di M.L. Bassi, Collana Quadranti, Roma-Bari, Laterza, 1987, ISBN 978-88-420-2917-5.
- Catholics, Anglicans and Puritans: Seventeenth Century Essays, 1987.
- From Counter-Reformation to Glorious Revolution, 1992.
- Europe’s Physician: The Various Life of Sir Theodore De Mayerne, 2007, ISBN 0-300-11263-7.
- The Invention of Scotland: Myth and History, 2008, ISBN 0-300-13686-2
- History and the Enlightenment: Eighteenth Century Essays, 2010, ISBN 0-300-13934-9

### Epistolari
- Letters from Oxford: Hugh Trevor-Roper to Bernard Berenson, a cura di Richard Davenport-Hines: Weidenfeld & Nicolson, 2006, ISBN 0-297-85084-9.
- One Hundred Letters From Hugh Trevor-Roper, a cura di Richard Davenport-Hines e Adam Sisman, 2013; nuova ed. corretta, paperback edition, 2015.
- The Wartime Journals: Hugh Trevor-Roper, a cura di Richard Davenport-Hines, 2011, ISBN 1-84885-990-2; nuova ed. corretta, paperback edition, 2015.

### Curatele
- Essays in British History presented to Sir Keith Feiling, Prefazione di Lord David Cecil, 1964.
- The Goebbels Diaries, 1978.
- The Golden Age of Europe: From Elizabeth I to the Sun King, 1987.

### Introduzioni
- Adolf Hitler, Secret Conversations, 1941-1944, 1953; pubblicato in seguito col titolo Hitler's Table Talk, 1941-1944.
- Edward Gibbon, The Decline and Fall of the Roman Empire, vol. 1, London: Everyman's Library, 1993.

## Fonti
- I. Gaddo, Il piacere della controversia. Hugh R.Trevor Roper storico e uomo pubblico, 2008, Saggi Bibliopolis 94, ISBN 978-88-7088-544-6